# Bulgarischer Fußballpokal 1999/2000
Der Bulgarischer Fußballpokal 1999/2000 war die 60. Austragung des Pokalwettbewerbs im Fußball in Bulgarien. Pokalsieger wurde Lewski Sofia. Das Team setzte sich im Finale gegen Neftochimik Burgas durch. Da Lewski durch den Meistertitel bereits für die UEFA Champions League qualifiziert war, nahm der unterlegene Finalist am UEFA-Pokal 2000/01 teil.

## Modus
Bis zur dritten Runde und im Finale wurden die Begegnungen in einem Spiel entschieden. Bei unentschiedenem Ausgang gab es eine Verlängerung von zweimal 15 Minuten und gegebenenfalls ein Elfmeterschießen.
Vom Achtelfinale bis zum Halbfinale wurde der Sieger in Hin- und Rückspiel ermittelt. Bei Torgleichheit entschied zunächst die Anzahl der auswärts erzielten Tore, danach eine Verlängerung und falls erforderlich ein Elfmeterschießen.

## Teilnehmer
| A Grupa (16) | B Grupa (15) | W Grupa (27) | W Grupa (27) |
| --- | --- | --- | --- |
| - Belasiza Petritsch - Botew Plowdiw - PFC Dobrudscha Dobritsch - Lewski Sofia - FK Lowetsch - Lokomotive Sofia - Minjor Pernik - Neftochimik Burgas - Olimpik-Beroe Stara Sagora - Pirin Blagoewgrad - FK Schumen - Slawia Sofia - Spartak Warna - FC Tschernomorez Burgas - Welbaschd Kjustendil - ZSKA Sofia | - Antibiotik-Ludogorez Rasgrad - Beroe-2000 Kasanlak - FC Botew Wraza - FK Chaskowo - FC Dunaw Russe - Etar Weliko Tarnowo - FC Hebar-Iskar Pasardschik - FC Bdin-Kremikowzi - Lokomotive Plowdiw - FK Mariza Plowdiw - FC Metalurg Radomir - Septemwri Sofia - FK Spartak Plewen - Swetkawiza Targowischte - Tscherno More Warna - Widima-Rakowski Sewliewo | - Arda Kardschali - Benkowski Bjala - Botew Galabowo - FC Dimitrowgrad - Dunaw Selanowzi - Golemi Wrach Dolna Sekirna - FK Fairplay Warna - FK Iskar German - FK Iskar Sofia - FK Jambol - Junak Schumen - Kaliakra Kawarna - Lewski Glawiniza - Lewski Omurtag | - Lokomotive Drjanowo - Marek Dupniza - FK Pawlikeni - Planinez Aprilzi - Rodopa Smoljan - Septemwri Simitli - Slantschew brjag Nessebar - FK Sliwen - Spartak-S' 94 Plowdiw - Swoboda Milkowiza - FK Warschez - Wenez Oreschez - Wichar Wetren |

## 1. Runde
Teilnehmer: 26 Drittligisten
| Datum      |                                  | Ergebnis              |                                 |
| ---------- | -------------------------------- | --------------------- | ------------------------------- |
| 29.09.1999 | Golemi Wrach Dolna Sekirna (III) | 1:0                   | Septemwri Simitli (III)         |
| 29.09.1999 | Lewski Glawiniza (III)           | 0:1                   | FK Fairplay Warna (III)         |
| 29.09.1999 | FK Jambol (III)                  | 1:2                   | Spartak-S' 94 Plowdiw (III)     |
| 29.09.1999 | Arda Kardschali (III)            | 0:2                   | Slantschew brjag Nessebar (III) |
| 29.09.1999 | Botew Galabowo (III)             | 1:0                   | FK Sliwen (III)                 |
| 29.09.1999 | Rodopa Smoljan (III)             | 5:0                   | FC Dimitrowgrad (III)           |
| 29.09.1999 | Planinez Aprilzi (III)           | 8:1                   | Lokomotive Drjanowo (III)       |
| 29.09.1999 | Dunaw Selanowzi (III)            | 2:5                   | FK Pawlikeni (III)              |
| 29.09.1999 | Wenez Oreschez (III)             | 0:0 n. V. (4:3 i. E.) | Swoboda Milkowiza (III)         |
| 29.09.1999 | Junak Schumen (III)              | 6:2                   | Lewski Omurtag (III)            |
|            | Benkowski Bjala (III)            | Freilos               |                                 |
|            | FK Iskar German (III)            | Freilos               |                                 |
|            | Kaliakra Kawarna (III)           | Freilos               |                                 |
|            | Marek Dupniza (III)              | Freilos               |                                 |
|            | FK Warschez (III)                | Freilos               |                                 |
|            | Wichar Wetren (III)              | Freilos               |                                 |

## 2. Runde
Teilnehmer: Die 16 Sieger der 1. Runde und 15 Zweitligisten, sowie mit FK Iskar Sofia ein weiterer Drittligist. Dieser nahm anstelle des Zweitligisten FC Hebar-Iskar Pasardschik teil.
| Datum      |                                  | Ergebnis              |                                   |
| ---------- | -------------------------------- | --------------------- | --------------------------------- |
| 13.10.1999 | Benkowski Bjala (III)            | 1:2                   | FK Iskar Sofia (III)              |
| 13.10.1999 | Golemi Wrach Dolna Sekirna (III) | 0:0 n. V. (6:5 i. E.) | Beroe-2000 Kasanlak (II)          |
| 13.10.1999 | FK Pawlikeni (III)               | 0:0 n. V. (5:6 i. E.) | FK Chaskowo (II)                  |
| 13.10.1999 | Planinez Aprilzi (III)           | 1:3                   | FK Spartak Plewen (II)            |
| 13.10.1999 | Slantschew brjag Nessebar (III)  | 1:1 n. V. (1:2 i. E.) | Lokomotive Plowdiw (II)           |
| 13.10.1999 | FK Fairplay Warna (III)          | 1:2                   | Septemwri Sofia (II)              |
| 13.10.1999 | FK Warschez (III)                | 0:2                   | FC Dunaw Russe (II)               |
| 13.10.1999 | FK Iskar German (III)            | 0:0 n. V. (4:2 i. E.) | Antibiotik-Ludogorez Rasgrad (II) |
| 13.10.1999 | Kaliakra Kawarna (III)           | 1:1 n. V. (4:5 i. E.) | Tscherno More Warna (II)          |
| 13.10.1999 | Wenez Oreschez (III)             | 1:0                   | FC Metalurg Radomir (II)          |
| 13.10.1999 | Rodopa Smoljan (III)             | 0:0 n. V. (5:6 i. E.) | FC Bdin-Kremikowzi (II)           |
| 13.10.1999 | Wichar Wetren (III)              | 0:7                   | FC Botew Wraza (II)               |
| 13.10.1999 | Spartak-S' 94 Plowdiw (III)      | 3:1                   | Swetkawiza Targowischte (II)      |
| 13.10.1999 | Junak Schumen (III)              | 1:1 n. V. (5:3 i. E.) | Etar Weliko Tarnowo (II)          |
| 13.10.1999 | Marek Dupniza (III)              | 1:4                   | FK Mariza Plowdiw (II)            |
| 13.10.1999 | Botew Galabowo (II)              | 1:2                   | Widima-Rakowski Sewliewo (II)     |

## 3. Runde
Teilnehmer: Die 16 Sieger der 2. Runde und die 16 Erstligisten.
| Datum            |                                  | Ergebnis              |                                |
| ---------------- | -------------------------------- | --------------------- | ------------------------------ |
| 27. Oktober 1999 |                                  |                       |                                |
| 27.10.1999       | FK Iskar Sofia (II)              | 2:4                   | Lewski Sofia (I)               |
| 27.10.1999       | Wenez Oreschez (III)             | 0:4                   | ZSKA Sofia (I)                 |
| 27.10.1999       | FK Lowetsch (I)                  | 3:1                   | Septemwri Sofia (II)           |
| 27.10.1999       | Belasiza Petritsch (I)           | 1:0                   | Lokomotive Plowdiw (II)        |
| 27.10.1999       | PFC Dobrudscha Dobritsch (I)     | 10:00                 | FK Chaskowo (II)               |
| 27.10.1999       | Welbaschd Kjustendil (I)         | 1:0                   | FC Dunaw Russe (II)            |
| 27.10.1999       | Slawia Sofia (I)                 | 3:0                   | FC Bdin-Kremikowzi (II)        |
| 27.10.1999       | FK Mariza Plowdiw (II)           | 0:2 n. V.             | FC Tschernomorez Burgas (I)    |
| 27.10.1999       | FC Botew Wraza (II)              | 1:2                   | Minjor Pernik (I)              |
| 27.10.1999       | FK Spartak Plewen (II)           | 0:2                   | Olimpik-Beroe Stara Sagora (I) |
| 27.10.1999       | Golemi Wrach Dolna Sekirna (III) | 1:6                   | Spartak Warna (I)              |
| 27.10.1999       | Widima-Rakowski Sewliewo (II)    | 0:0 n. V. (3:4 i. E.) | Lokomotive Sofia (I)           |
| 27.10.1999       | Tscherno More Warna (II)         | 2:0                   | Pirin Blagoewgrad (I)          |
| 27.10.1999       | Junak Schumen (III)              | 1:4                   | Botew Plowdiw (I)              |
| 27.10.1999       | FK Iskar German (III)            | 0:0 n. V. (7:8 i. E.) | FK Schumen (I)                 |
| 27.10.1999       | Spartak-S' 94 Plowdiw (III)      | 0:2                   | Neftochimik Burgas (I)         |

## Achtelfinale
| Datum             |                              | Gesamt    |                                | Hinspiel | Rückspiel |
| ----------------- | ---------------------------- | --------- | ------------------------------ | -------- | --------- |
| 10.11./08.12.1999 | Lewski Sofia (I)             | (a)3:3(a) | FK Lowetsch (I)                | 2:0      | 1:3       |
| 10.11./08.12.1999 | Tscherno More Warna (II)     | 1:4       | FC Tschernomorez Burgas (I)    | 0:2      | 1:2       |
| 10.11./08.12.1999 | Neftochimik Burgas (I)       | 7:1       | Olimpik-Beroe Stara Sagora (I) | 3:0      | 4:1       |
| 10.11./08.12.1999 | Lokomotive Sofia (I)         | 4:2       | Belasiza Petritsch (I)         | 4:1      | 0:1       |
| 10.11./08.12.1999 | Welbaschd Kjustendil (I)     | 6:4       | Spartak Warna (I)              | 3:0      | 3:4       |
| 10.11./08.12.1999 | Botew Plowdiw (I)            | 4:1       | Minjor Pernik (I)              | 2:0      | 2:1       |
| 10.11./08.12.1999 | PFC Dobrudscha Dobritsch (I) | 2:4       | FK Schumen (I)                 | 2:1      | 0:4       |
| 10.11./08.12.1999 | Slawia Sofia (I)             | 2:3       | ZSKA Sofia (I)                 | 1:2      | 1:1       |

## Viertelfinale
| Datum             |                        | Gesamt    |                             | Hinspiel | Rückspiel |
| ----------------- | ---------------------- | --------- | --------------------------- | -------- | --------- |
| 22.03./05.04.2000 | ZSKA Sofia (I)         | 1:4       | Lewski Sofia (I)            | 0:1      | 1:3       |
| 22.03./05.04.2000 | Lokomotive Sofia (I)   | (a)3:3(a) | Welbaschd Kjustendil (I)    | 3:1      | 0:2       |
| 22.03./05.04.2000 | FK Schumen (I)         | 5:7       | FC Tschernomorez Burgas (I) | 5:1      | 0:6       |
| 22.03./05.04.2000 | Neftochimik Burgas (I) | 4:1       | Botew Plowdiw (I)           | 3:0      | 1:1       |

## Halbfinale
| Datum             |                             | Gesamt |                          | Hinspiel | Rückspiel |
| ----------------- | --------------------------- | ------ | ------------------------ | -------- | --------- |
| 18.04./01.05.2000 | Lewski Sofia (I)            | 6:2    | Welbaschd Kjustendil (I) | 6:1      | 0:1       |
| 18.04./01.05.2000 | FC Tschernomorez Burgas (I) | 3:5    | Neftochimik Burgas (I)   | 2:2      | 1:3       |

## Finale
| Paarung            | Lewski Sofia – Neftochimik Burgas |
| Ergebnis           | 0:2 (0:0) |
| Datum              | 31. Mai 2000 |
| Stadion            | Christo-Botew-Stadion, Plowdiw |
| Zuschauer          | 18.000 |
| Schiedsrichter     | Anton Genow |
| Tore               | 0:1 Georgi Iwanow (87.) 0:2 Biser Iwanow (90.+2') |
| Lewski Sofia       | Jordan Gospodinow – Malin Oratschew (77. Rosen Petrow), Wesselin Branimirow, Welijan Paruschew , Daniel Christow – Said Ibraimow (88. Dijan Petkow), Todor Jantschew, Stanimir Dimitrow – Todor Kiselitschkow, Ilia Gruev – Georgi Tschilikow Cheftrainer: Dimitar Stojtschew                 |
| Neftochimik Burgas | Dimitar Iwankow – Elin Topusakow, Stanimir Stoilow , John Inglis, Predrag Pažin – Biser Iwanow, Alexandar Alexandrow (89. Wesselin Watschew), Sachari Sirakow, Dimitar Telkijski (46. Asen Nikolow) – Georgi Iwanow, Tschawdar Atanasow (62. Neško Milovanović) Cheftrainer: Dimitar Dimitrow |
| Gelbe Karten       | Wesselin Branimirow, Stanimir Dimitrow, Georgi Tschilikow – Elin Topusakow, John Inglis, Georgi Iwanow, Tschawdar Atanasow, Neško Milovanović |